# Подкривань
Подкрива́нь (словац. Podkriváň) — село в окрузі Детва Банськобистрицького краю Словаччини. Площа села 25,89 км². Станом на 31 грудня 2015 року в селі проживало 592 людей.

## Географія
Протікає Бзовський потік.

## Історія
Перші згадки про село датуються 1742 роком.

## Населення
| Рік:            | 1994. | 2004.    | 2014.   | 2024.   |
| --------------- | ----- | -------- | ------- | ------- |
| Кількість осіб: | 725   | 616      | 594     | 561     |
| Різниця:        |       | -15,03 % | -3,57 % | -5,55 % |

| Рік:            | 2023. | 2024.   |
| --------------- | ----- | ------- |
| Кількість осіб: | 546   | 561     |
| Різниця:        |       | +2,74 % |

## Відомі люди

### Померли
- Антон Емануель Тимко (1843—1903) — словацький письменник-фантаст, автор пригодницьких та історичних творів, учитель і народний просвітитель. Похований у селі, його могила визнана пам'яткою історії.[9]